# Château d'Ambronay
Le château d'Ambronay ou château de Blains est un édifice situé à Ambronay, en France.

## Situation
Le château est situé sur le territoire de la commune d'Ambronay dans le département de l'Ain, en région Auvergne-Rhône-Alpes.. 

## Description
Au sud du bâtiment il y a une tour ronde. La partie nord-est a été reconstruite sur les bases du château. On accède à l'étage par un escalier monumental dédoublé au palier et donnant sur une grande salle de réception.

## Historique
Le château d'Ambronay date du XVIe siècle, il a été restauré de 1837 à 1860 par la famille Des Blains et acquise par la commune en 1961. Il est actuellement la mairie de la commune d'Ambronay.

## Galerie

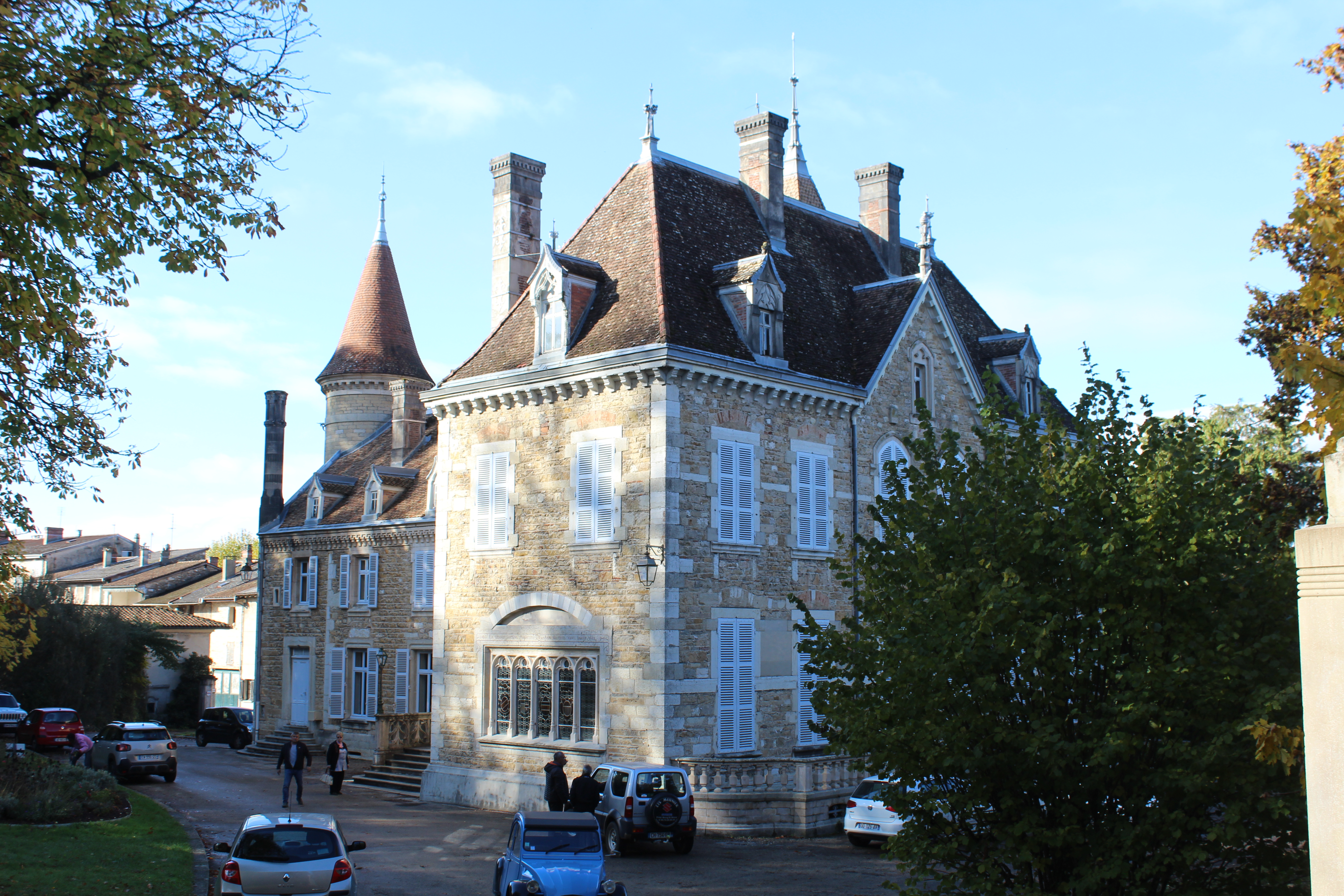
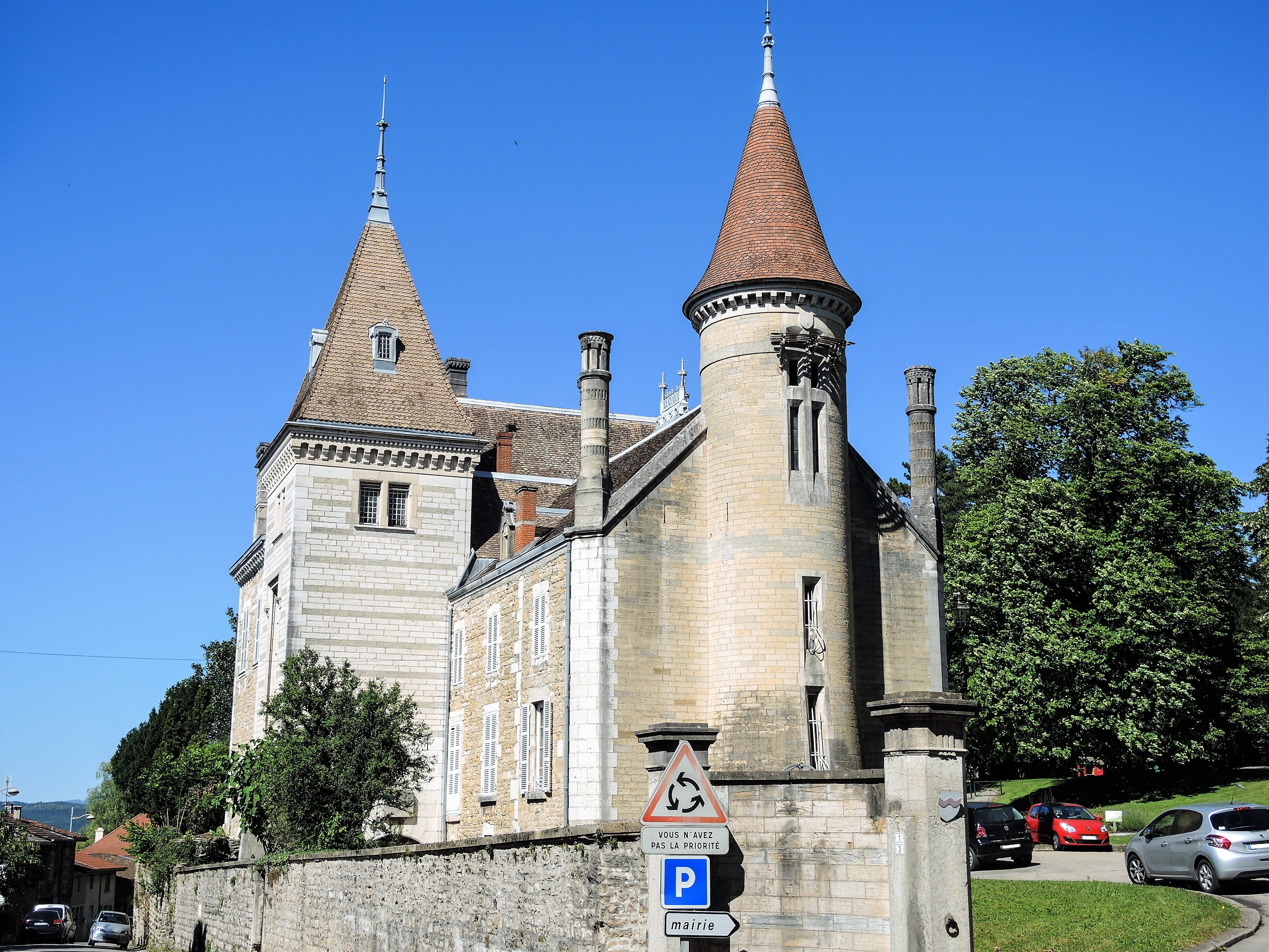
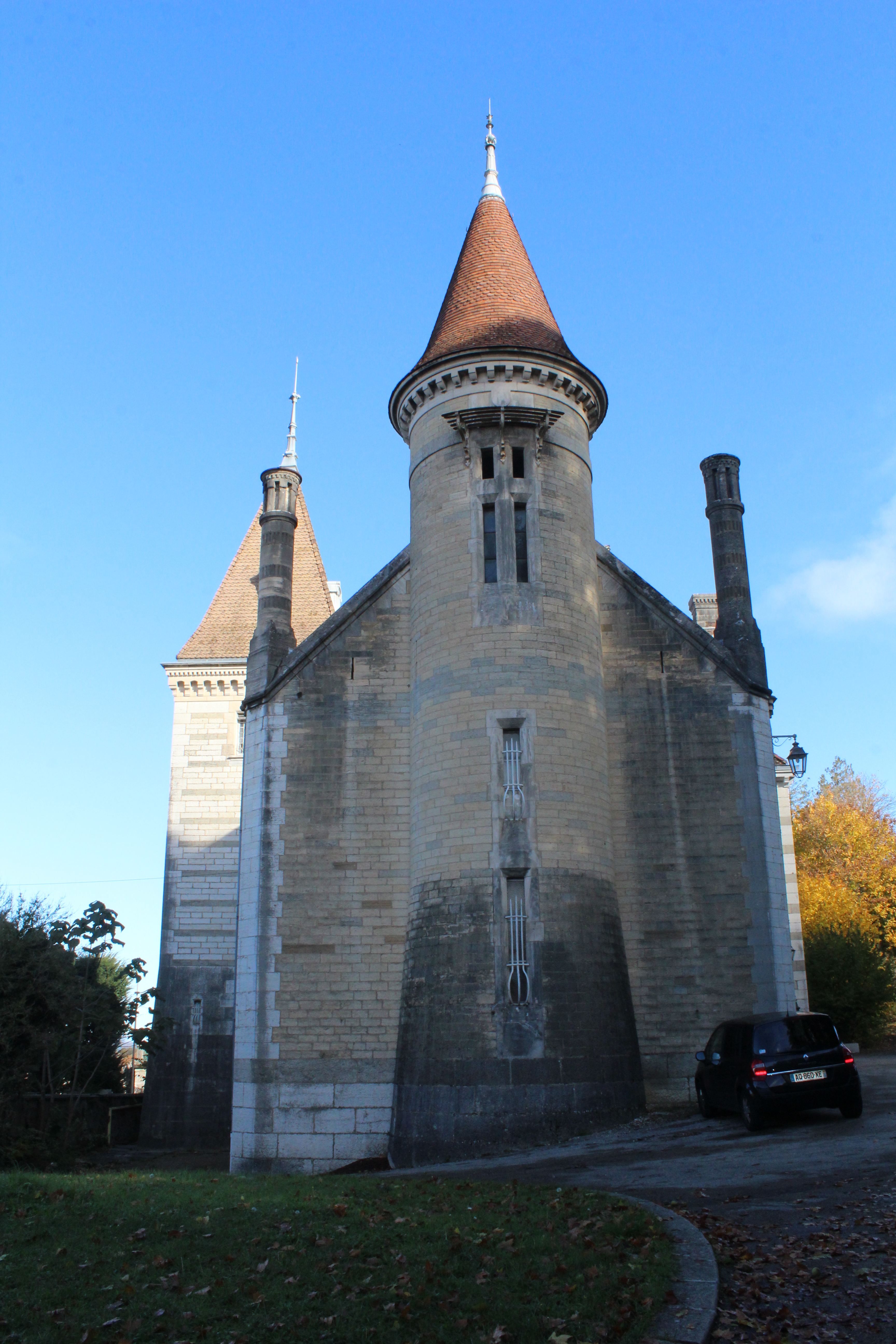